# União Democrata-Cristã Eslovaca - Partido Democrático
A União Democrata-Cristã Eslovaca - Partido Democrático (em eslovaco: Slovenská demokratická a kresťanská únia – Demokratická strana, SDKÚ-DS) é um partido político da Eslováquia.
O partido foi fundado em 2000, como cisão da Coligação Democrática Eslovaca.
O SDKÚ-DS adere a uma linha democrata-cristã e conservadora liberal, colocando-se no centro-direita.
O partido é liderado por Pavel Frešo e, é membro do Partido Popular Europeu e da Internacional Democrata Centrista.

## Resultados eleitorais

### Eleições legislativas
| Data | Votos   | %         | Deputados | +/- | Status            |
| ---- | ------- | --------- | --------- | --- | ----------------- |
| 2002 | 433 953 | 15,1 (#2) | 28 / 150  |     | Governo           |
| 2006 | 422 815 | 18,4 (#2) | 31 / 150  | 3   | Oposição          |
| 2010 | 390 042 | 15,4 (#2) | 28 / 150  | 3   | Governo           |
| 2012 | 155 744 | 6,1 (#5)  | 11 / 150  | 17  | Oposição          |
| 2016 | 6 938   | 0,3 (#15) | 0 / 150   | 11  | Extra-parlamentar |

### Eleições europeias
| Data | Votos   | %         | Deputados | +/- |
| ---- | ------- | --------- | --------- | --- |
| 2004 | 119 954 | 17,1 (#1) | 3 / 14    |     |
| 2009 | 140 426 | 17,0 (#2) | 2 / 13    | 1   |
| 2014 | 43 467  | 7,8 (#3)  | 2 / 13    | =   |